# Guardians of the Galaxy

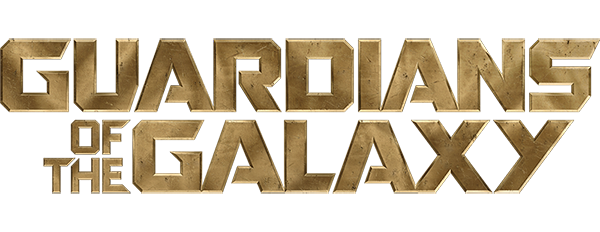
Guardians of the Galaxy logo.

Guardians of the Galaxy är en amerikansk superhjältegrupp från 1969 som har en egen serietidning skapad av Stan Lee, Arnold Drake, Roy Thomas, Dan Abnett och Andy Lanning, publicerad av Marvel Comics.

## Serietidningar
- Guardians of the Galaxy (1969 team)
- Guardians of the Galaxy (2008 team)
- Guardians of the Galaxy (New Guard)

## Marvel Cinematic Universe (2014–nutid)

### Guardians of the Galaxy(2014)
Filmen hade biopremiär i Sverige och USA den 1 augusti 2014, och handlar om teamet med samma namn. Den är regisserad av James Gunn. Filmen produceras av produktionsbolaget Marvel Studios och Walt Disney Pictures distribuerar. Det är den tionde filmen i serien Marvel Cinematic Universe.

### Guardians of the Galaxy Vol. 2(2017)
Det är uppföljaren till Guardians of the Galaxy från 2014 och den femtonde filmen i Marvel Cinematic Universe. Filmen är skriven och regisserad av James Gunn. Filmen hade biopremiär i Sverige den 26 april 2017 och i USA den 5 maj samma år, i både 3D och IMAX 3D.

### Avengers: Infinity War (2018)
Guardians of the galaxy snappar upp en nödsignal från Asgård-skeppet och räddar Thor, som berättar för dem att Thanos försöker leta efter Verklighetsstenen, som finns på Knowhere och som ägs av Samlaren. Rocket och Groot följer med Thor till Nidavellir, där de och dvärgkungen Eitri skapar en stridsyxa som kan döda Thanos. På Knowhere får Peter Quill, Gamora, Drax och Mantis veta att Thanos redan besitter Verklighetsstenen. 

### Avengers: Endgame (2019)
Efter Starks begravning utser Thor Valkyria till härskare över det nya Asgård och ansluter sig till Guardians of the Galaxy, samtidigt som Quill försöker leta efter den dåtida Gamora.